# La plaine et le massif des Maures
La plaine et le massif des Maures este o arie protejată (sit de importanță comunitară — SCI) din Franța întinsă pe o suprafață de 34.264 ha, integral pe uscat.

## Localizare
Centrul sitului La plaine et le massif des Maures este situat la coordonatele 43°16′46″N 6°21′27″E / 43.27944°N 6.3575°E.

## Înființare
Situl La plaine et le massif des Maures a fost declarat arie specială de conservare în baza directivei 92/43 din 1992 referitoare la conservarea habitatelor naturale și a faunei și florei sălbatice pentru a proteja 21 de specii de animale.

## Biodiversitate
Situată în ecoregiunea mediteraneană, aria protejată conține 29 de habitate naturale: Matorral arborescenți cu Juniperus spp., Tufărișuri termo-mediteraneene și de pre-deșert, Păduri de Castanea sativa, Păduri de pin mediteraneene cu pini mezogeni endemici, Galerii de Salix alba și de Populus alba, Păduri de Quercus suber, Păduri de Quercus ilex și Quercus rotundifolia, Pante stâncoase silicioase cu vegetație casmofită, Dune de pe litoral fixate cu Crucianellion maritimae, Iazuri temporare mediteraneene, Pajiști uscate europene, Pseudostepă cu ierburi și specii anuale de Thero-Brachypodietea, Ape oligotrofe în general din solurile nisipoase vest-mediteraneene, cu un conținut foarte redus de minerale, cu Isoetes spp., Lacuri eutrofice naturale cu vegetație de tip Magnopotamion sau Hydrocharition, Tufișuri de Laurus nobilis, Roci stâncoase cu vegetație pionieră de Sedo-Scleranthion sau Sedo albi-Veronicion dillenii, Râuri mediteraneene cu debit intermitent, cu specii de Paspalo-Agrostidion, Păduri termofile cu Fraxinus angustifolia, Terase mlăștinoase și terase nisipoase neacoperite de apă la reflux, Recifuri, Faleze cu vegetație de Limonium spp. endemic de pe coastele mediteraneene, Râuri mediteraneene cu debit permanent cu specii de Paspalo-Agrostidion și galerii riverane de Salix și de Populus alba, Pajiști umede mediteraneene cu ierburi înalte de Molinio-Holoschoenion, Păduri de Ilex aquifolium, Cursuri de apă de la nivel de câmpie la nivel montan, cu vegetație Ranunculion fluitantis și Callitricho-Batrachion, Păduri de Olea și Ceratonia, Păduri aluvionare cu Alnus glutinosa și Fraxinus excelsior (Alno-Padion, Alnion incanae, Salicion albae), Phrygana din Mediterana de Vest de pe vârfurile falezelor (Astragalo-Plantaginetum subulatae), Galerii și tufărișuri riverane sudice (Nerio-Tamaricetea și Securinegion tinctoriae).
La baza desemnării sitului se află mai multe specii protejate:
- mamifere (9): liliac cârn (Barbastella barbastellus), liliac cu aripi lungi (Miniopterus schreibersii), liliac cu urechi mari (Myotis bechsteinii), liliac cu urechi de șoarece (Myotis blythii), liliac cu picioare lungi (Myotis capaccinii), liliac cărămiziu (Myotis emarginatus), liliac comun (Myotis myotis), liliacul mare cu potcoavă (Rhinolophus ferrumequinum), liliacul mic cu potcoavă (Rhinolophus hipposideros)
- nevertebrate (8): croitorul mare al stejarului (Cerambyx cerdo), Coenagrion mercuriale, fluturele auriu (Euphydryas aurinia), Euplagia quadripunctaria, Limoniscus violaceus, rădașcă (Lucanus cervus), Osmoderma eremita, Oxygastra curtisii
- pești (2): Barbus meridionalis, clean dungat (Telestes souffia)
- reptile (2): țestoasa de baltă (Emys orbicularis), țestoasă bănățeană (Testudo hermanni)

Pe lângă speciile protejate, pe teritoriul sitului au mai fost identificate 1 specie de păsări.